# Treowen
Treowen vagy Tre-owen egy 17. századi udvarház a walesi Monmouthshire grófságban. A helyi művészettörténészek szerint „a grófság legjelentősebb 17. század eleji dzsentri háza”. Az udvarház a wonastowi egyházközséghez tartozik. Körülbelül egy fél mérföldnyire fekszik északkeletre Dingestow falutól és mintegy három mérföldnyire Monmouth városától. Az épület I. kategóriás brit műemléknek (British Listed Building) számít. Jelenleg konferencia-központként működik.

## Története
Az épületet 1623 és 1627 között építtette William Jones egy 15. századi épület helyén. Jones rövid ideig, 1614-ben az angol parlament tagja volt, majd 1615-ben Monmouthshire főispánja (High Sheriff). A londoni, kereskedéssel foglalkozó nagybátyja jelentős vagyont hagyott rá végrendeletében. Az épület régi vöröshomokkő tömbökből épült fel, karamell színű terméskő valamint zöld színű bridgendi homokkő burkolattal. A helyi viszonyokhoz képest az épület rendkívül nagynak számított. John Newman helyi művészettörténész szerint „a frissen megépített ház magassága tekintélyt parancsoló volt, akárcsak kialakításának eltúlzott ismétlődő jellege”. Az eredetileg spártai kialakítású homlokzatot korán átépítették egy veranda hozzáadásával, amit a történészek „lehangolóan nyersnek” aposztrofáltak. Ekkor került fel a homlokzatra a Jones család címere is.
A Jones család az 1670-es években költözött ki az épületből. A birtokot ezt követően farmként hasznosították. Az épületen csak kevés beavatkozást végeztek, ezek közül a legjelentősebb az első traktus felső szintjének elbontása volt a 18. század elején. A ház belső kialakítása is tekintélyt parancsoló. A földszinti helyiségek magassága eléri az 5,2 métert. Az egyik szoba eredeti tölgyfa-burkolata még látható. Továbbá fennmaradtak még stukkózott mennyezetek, valamint egy Jakab-kori kandalló és egy hetvenkét fokú díszlépcső.
Az épületet és a hozzá tartozó birtokot 1945-ben vásárolták meg jelenlegi tulajdonosai és farmként használták 1993-ig. 1960-ban
A birtokhoz tartozott egykoron egy Tudor-korabeli kert is, sétányokkal és dísztavakkal.
Az épületet 1952-ben nyilvánították I. kategóriás brit műemléknek (British Listed Building).
Az épület ma konferencia központként üzemel, valamint különféle üzleti- és magánesemények céljaira bérelhető ki (pld. esküvők).

## Fordítás
- Ez a szócikk részben vagy egészben  a   Treowen című angol Wikipédia-szócikk ezen változatának fordításán alapul.  Az eredeti cikk szerkesztőit annak laptörténete sorolja fel. Ez a jelzés csupán a megfogalmazás eredetét és a szerzői jogokat jelzi, nem szolgál a cikkben szereplő információk forrásmegjelöléseként.